# اورید
آورید (به صربی: Orid) یک منطقهٔ مسکونی در صربستان است که در شاباتس واقع شده‌است. آورید ۱۹۲ نفر جمعیت دارد.